# Nadine Al Rassi
Pour les articles homonymes, voir Al Rassi.
Nadine Al Rassi (en arabe : نادين الراسي) est une actrice libanaise née le 4 septembre 1978 à Rahbe. Elle est connue pour ses rôles d'actrice principale dans plusieurs séries libanaises.

## Biographie
Nadine Al Rassi a fait ses débuts dans la publicité puis est remarquée par la télévision. Elle a joué notamment le rôle principal dans plusieurs séries libanaises telles que Ghanoujit bayya (2006), Luna (2010) et Maitre Nada (2010). Elle a reçu deux trophées du Murex d'Or.
Elle s'est mariée deux fois et a trois fils, Marcel, Karl et Marc. Elle est également la sœur des célèbres chanteurs libanais George Al Rassi et Sandrine Al Rassi.

### Articles de journaux
- (en) « Nadine Al-Rassi in new serial », Arab News,‎ 29 septembre 2011 (lire en ligne).
- « Nadine el-Rassi », Ina,‎ janvier-février 2012, p. 52-54 (lire en ligne).
- « Nadine el-Rassi : Ses enfants ne savent rien sur son métier », Belle Beirut,‎ 15 juillet 2013 (lire en ligne).

### Sources web
- « Nadine Al Rassi » (présentation), sur l'Internet Movie Database.
- (en) « Nadine Al Rassi », sur le site www.fanoos.com.
- (en) « Murex D’or 2012: The Worst Awards-Show of the Year », sur le site lbpress.wordpress.com, 12 juin 2012.